# 尖椒部落
尖椒部落，公司全称为深圳市大辣文化传播有限公司，是一家关注女工权益的资讯平台，2014年成立于中国深圳市，是“中国唯一女工权益与生活资讯平台”。尖椒部落致力于放大女工的声音，并成为女工“尖叫、呐喊、倾诉、咨询、学习”的线上空间。在中国民间组织生存越发艰难的情况下，尖椒部落于2021年8月9日宣布关闭所有平台，公司已完成注销手续。

## 主要工作

### 资讯传播
目前尖椒部落已发布超过1400篇文章，作者共两百位，工友作者过百，其中女工占半数。内容发布平台多达23个，包括微博、微信、qq、知乎、豆瓣等。其发布的内容广泛，从新闻资讯、权益知识到婚恋亲子均有，主要是与女工生活相关的资讯, 亦有制作小视频和电台节目《女人辣么大》。
尖椒部落探讨主流社会较少关注的议题，例如工厂性少数，大龄女工退休问题，女工“人流”现状 （页面存档备份，存于）, 精神健康，性别暴力，家政工，二孩政策对基层妇女的影响，新冠疫情下女工的困境等等。

### 线下活动
尖椒部落共举行了超过30场线下活动，包括面向工友的免费观影会、相亲活动，以及协助策划《怒放的地丁花——家政工口述史》新书发布会 （页面存档备份，存于）。尖椒部落也为其友情机构或工人免费提供活动发布服务。2021年制作了《女工小组TOT协作者手册》，介绍协助女工小组的一线经验。

### 文创经营
其经营的网上淘宝店铺“中国第一女工潮牌”，售有文化衫、帆布包、冰箱贴纸等。

### 出版
2022年，尖椒部落统筹出版了《她的工厂不造梦：十三位深圳女工的打工史》 （页面存档备份，存于）一书，该书由曾为尖椒部落供稿的前记者朱晓玢撰写的关于四代女工在深圳打工的生命故事。

## 背景
2014年，尖椒部落由「半边天公益」创办。「半边天公益」是一家设立于香港的NGO（现已关闭）。

## 主要影响

### 月经假倡导
工厂流水线工人如果要上卫生间需要拿离岗证，俗称“尿牌”，但使用次数和时间都有限制，无法满足女工在经期期间的诸多需要。尖椒联手深圳手牵手工友活动室（现已被关闭）倡导推动女工“月经假”。

### 女工两会提案
尖椒部落鼓励女工参与公共事件的讨论，每年两会前会发布女工的提案，内容包括倡导月经假，呼吁明确界定职场性骚扰，肺尘病防治与，改革生育保障，女性就业选择权 等。

### 工厂性少数
《女工拉拉：我在生产线上出柜了，换来的只有沉默》 是首个探讨工厂拉拉的专题。

### 持续跟进富士康连环跳
2010年，深圳富士康发生员工连环跳楼事件，尖椒部落持续关注事件当中受伤的女工田玉，发表了《富士康连环跳的七年后 我拜访了田玉》 和《田玉心声：婚姻非坟墓，而是人生的新开始》。

### 女工#MeToo
2018年，#MeToo 运动让全球聚焦性骚扰。一位富士康女工在尖椒部刊登公开信，要求建立反性骚扰制度。这篇《我是富士康女工，我要求建立反性骚扰制度》引起社会广泛关注。观察者网、SupChina等媒体都对这件事进行了报导。其后尖椒发起寄信给富士康的行动。

### 工人文学
尖椒部落主要刊登工人的投稿与文学作品，是少有付稿费给工人的平台，因此吸引到一批长期供稿的工人作者，人数超过一百多位。2017年北京驱逐“低端人口”，批评声音遭审查，尖椒部落刊登两位工人为事件而创作的诗歌。

## 审查、封号与注销
随着中国言论自由日渐收窄，尖椒部落与其他倡导型公号一样，一步步遭遇封杀。
2018年，尖椒部落微博被封，他们发文说“我已经在今天，光荣地，炸号了！”，“客服说是因为‘内容违规’，但又不肯告诉我哪里违规，违了什么规。” 在微博上得到很多支持者的声援。同年尖椒部落发文称微信公众号被删文15篇。
2021年8月9日宣布永久关闭，并已完成注销手续。

## 争议事件

### 辞退员工事件
2020年1月16日，尖椒部落与其员工王小嗨约谈，口头要求解除劳动合同。王小嗨当面并未提出异议。2020年1月22日，尖椒部落向王小嗨通过公司电子邮件系统发送了以「解除劳动合同通知书」，以不能胜任工作的理由解除劳动合同。
2020年2月16日，王小嗨发布文章称，按照劳动法，单方面解除劳动合同的理由必须是「劳动者不能胜任工作，经过培训或调换工作岗位后仍不能胜任」，尖椒部落在辞退王小嗨之前并未进行任何调岗和培训，构成了违法解除劳动合同，指控尖椒部落非法解雇。
同日，尖椒部落在其官方公众号及知乎上对事件发表了回应，认为王小嗨不仅难以按时完成自己的任务，还严重影响其他同事的工作，屡次导致合作伙伴和工作团队无法按时推进议程。虽然尖椒部落充分表达了善意及沟通诚意，但在商谈解约过程中，王小嗨从未对解除劳动合同提出过异议，却选择在网络平台大量散布与事实不符且涉及同事隐私的信息。。
2020年2月27日，王小嗨提起劳动仲裁。2020年4月15日，龙华区劳动仲裁委正式公布劳动仲裁裁决书。仲裁委经审理裁定尖椒部落违法解除劳动合同，尖椒部落需要支付违法解除劳动合同赔偿金差额12140元。

### 员工辞退事件评价

##### 负面评价
中国托洛斯基主义者秋火声称，尖椒部落从该事件暴露出对劳动法的无知，其对王小嗨曝光的文章满篇官腔话术，没有丝毫坦诚反思之意。